# Carcelia reclinata
Carcelia reclinata är en tvåvingeart som först beskrevs av Aldrich och Herbert John Webber 1924.  Carcelia reclinata ingår i släktet Carcelia och familjen parasitflugor. Inga underarter finns listade i Catalogue of Life.